# Amt Nordsee-Treene
Amt Nordsee-Treene és un amt del districte de Nordfriesland, a l'estat de Slesvig-Holstein a Alemanya, que comprèn la part continental meridional del districte. Té una extensió de 412,01 km² i una població de 23.015 habitants (2008). La seu és a Mildstedt. El burgmestre és Karen Hansen. Fou creat l'1 de gener de 2008 de la unió dels antics Ämter Friedrichstadt, Hattstedt, Nordstrand i Treene.

## Subdivisions
L'Amt Nordsee-Treene és format pels municipis:
1. Arlewatt
2. Drage
3. Elisabeth-Sophien-Koog
4. Fresendelf
5. Hattstedt
6. Hattstedtermarsch
7. Horstedt
8. Hude
9. Koldenbüttel
10. Mildstedt
11. Nordstrand
12. Oldersbek
13. Olderup
14. Ostenfeld (Husum)
15. Ramstedt
16. Rantrum
17. Schwabstedt
18. Seeth
19. Simonsberg
20. Süderhöft
21. Südermarsch
22. Uelvesbüll
23. Winnert
24. Wisch
25. Wittbek
26. Witzwort
27. Wobbenbüll